# 前进街道 (广州市)
前进街道，是中华人民共和国广东省广州市天河区下辖的一个乡镇级行政单位。

## 行政区划
前进街道下辖以下地区：
羊城花园社区、石溪社区、宦溪社区、莲溪社区、天力居社区、怡东社区、盈彩社区和美林湖畔社区。

## 交通

### 地铁
█广州地铁5号线：东圃站、三溪站